# Tatjana Berezantseva
Tatjana Berezantseva (russisk: Татьяна Борисовна Березанцева) (født 30. januar 1912 i Moskva i Det Russiske Kejserrige, død 20. marts 1994 i Moskva) var en sovjetisk filminstruktør og manuskriptforfatter.

## Filmografi
- Staromodnaja komedija (Старомодная комедия, 1978)[1][2]